# 十二烷基硫酸钠
十二烷基硫酸钠（Sodium dodecyl sulfate，SDS）或月桂基硫酸鈉(Sodium lauryl sulfate SLS)，NaC12H25SO4，常用的表面活性剂之一，是洗洁精的主要成分。常用于DNA提取过程中，使蛋白质变性后与DNA分开。通常被误读为十二烷基磺酸钠（SDS'）（NaC12H25SO3）。十二烷基硫酸钠（SDS）作为发泡剂被广泛应用于牙膏、肥皂、沐浴乳、洗髮精、洗衣粉，以及化妆品中。95%的个人护肤用品和家居清洁用品中都含有十二烷基硫酸钠。

## 性质
常温下白色或浅黄色结晶或粉末。有特殊气味。在湿热空气中分解。易溶于水，溶于热醇。

## 電泳
SDS常用作電泳實驗的試劑。SDS可附著胺基酸；SDS在溶液中帶負電,因此可以让蛋白质在电泳中运动。每两个氨基酸链接一个SDS，因此，每个蛋白质的质荷比都相同，在电场中受力相同，蛋白质在电泳中的移动速度就完全取决于蛋白质自身的质量。

## 制备
将十二烷醇与濃硫酸发生酯化反应后，再經酸鹼中和反應成為十二烷基硫酸鈉。
C12H25OH+SO3(H2SO4·SO3)→C12H25OSO3H
C12H25OSO3H+NaOH→C12H25OSO3Na+H2O

## 安全
此成分在一段時間當中被謠傳為致癌物，美國化妝品及衛浴、芳香劑協會(The Cosmetic, Toiletry, and Fragrance Associaton )因此公開在其官方網站上澄清，目前並無證據顯示此成分會導致癌症。美国癌症协会(American Cancer Society)亦作如此表示。高劑量的此物質確實可能會刺激皮膚，然而在一般衛浴產品中作為發泡劑使用時濃度有限，並且是合乎世界各國規範的。
一些学术论文指出含有十二烷基硫酸钠的牙膏或漱口水对口腔有害，可能导致口腔溃疡。